# Dienst Justitiële Inrichtingen
De Dienst Justitiële Inrichtingen (DJI) is een agentschap van het ministerie van Justitie en Veiligheid in Nederland. In opdracht van dit ministerie verzorgt deze dienst de uitvoering van vrijheidsbenemende straffen en maatregelen.

## Organisatie
De Dienst Justitiële Inrichtingen bestaat uit drie divisies: Gevangeniswezen & Vreemdelingenbewaring, Forensische Zorg & Justitiële Jeugdinrichtingen en Individuele Zaken. De Dienst Justitiële Inrichtingen beschikt over penitentiaire inrichtingen (gevangenissen, huizen van bewaring, inrichting stelselmatige daders), detentiecentra, tbs-klinieken en justitiële jeugdinrichtingen. Drie inrichtingen hebben de naam 'Justitieel Complex': Schiphol, Zeist en Zaanstad.
De dienst beschikt over meer dan 85 vestigingen, waar ruim 15.000 mensen werken. Daarmee is de Dienst Justitiële Inrichtingen een van de grotere werkgevers in Nederland.
Jaarlijks worden door de DJI rond de 80.000 mensen opgesloten. De kosten daarvan lopen uiteen van 140 euro per plaats per dag (bij plaatsing in een detentiecentrum) tot 512 euro per plaats per dag (bij plaatsing in een tbs-kliniek).

## Overzicht locaties DJI

### Gevangeniswezen (penitentiaire inrichtingen/justitieel complex)

#### Cluster Noord (Groningen, Friesland, Drenthe)
- PI Ter Apel
- PI Leeuwarden
- PI Veenhuizen: Locatie klein Bankenbosch, Locatie Esserheem, Locatie Norgerhaven

Voormalige inrichtingen
- Locatie De Grittenborgh (Hoogeveen)

#### Cluster Midden-Oost (Utrecht, Gelderland, Flevoland, Overijssel)
- PI Achterhoek (Zutphen)
- PI Almelo
- PI Lelystad
- PI Nieuwegein
- PI Zwolle
- PI Arnhem
- PI Nieuwersluis
- JC Zeist

Voormalige inrichtingen
- PI Arnhem Locatie De Berg
- PI Nieuwersluis Locatie Wolvenplein (Utrecht)
- PI Almere: Locatie Almere

#### Cluster Zuid (Brabant, Limburg, Zeeland)
- PI Vught
- PI Dordrecht
- PI Grave
- PI Middelburg
- PI Sittard:
- PI Zuid-Oost: Locatie Ter Peel (Evertsoord), Locatie Roermond

Voormalige inrichtingen
- PI Sittard: Locatie Overmaze (Maastricht)
- PI Zuid-Oost: Locatie Maashegge (Overloon)
- PI Tilburg: Locatie Tilburg
- PI Breda: Locatie De Boschpoort, Locatie P.I.V.

#### Cluster West (Noord-Holland, Zuid-Holland)
- JC Zaanstad
- JC Schiphol
- PI Heerhugowaard
- PI Krimpen aan den IJssel
- PI Alphen aan den Rijn: Locatie Eikenlaan, Locatie Maatschapslaan
- PI Haaglanden: Locatie Scheveningen (Scheveningen)
- PI Rotterdam: Locatie De Schie (Rotterdam), Locatie Hoogvliet

Voormalige inrichtingen
- PI Haaglanden: Locatie Zoetermeer (Zoetermeer)
- PI Rotterdam: Locatie Noordsingel (Rotterdam), Penitentiair Trajectencentrum (Hoogvliet)
- PI Hoorn: Locatie Zwaag
- PI Amsterdam: Locatie Havenstraat, Locatie Tafelbergweg
- PI Amsterdam Over-Amstel: Locatie De Singel, Locatie Het Veer, Locatie Demersluis, Locatie Het Schouw, Locatie De Schans en Locatie De Weg
- PI Haarlem: Locatie Haarlem

#### Caribisch Nederland
- JI Caribisch Nederland: Bonaire (Kralendijk)

### Vreemdelingenbewaring (detentiecentra)
De detentiecentra zijn huizen van bewaring voor de onderbrenging van illegale vreemdelingen.
- Detentiecentrum Rotterdam (DCR)
- Detentiecentrum Schiphol (binnen JC Schiphol)
- Detentiecentrum Zeist (Gesloten Gezinsvoorziening binnen JC Zeist)

### Forensische Zorg
- Forensische Psychiatrisch Centrum (FPC) Oostvaarderskliniek
- Centrum voor Transculturele Psychiatrie (CTP) Veldzicht

De overige forensische zorg wordt door DJI ingekocht bij particuliere zorgaanbieders.

### Justitiële Jeugdinrichtingen (JJI)

#### Rijks
- RJJI De Hartelborgt (Spijkenisse)
- RJJI Den Hey-Acker (Breda)
- RJJI De Hunnerberg (Nijmegen)

#### Particulier
- Het Keerpunt (Cadier en Keer)
- Juvaid (Veenhuizen)
- JJI Lelystad
- Teylingereind (Sassenheim)

## Gevangeniswezen

### Bestemmingen
Inrichtingen binnen het gevangeniswezen zijn te onderscheiden in drie bestemmingen: huizen van bewaring (hvb), gevangenissen en inrichtingen voor stelselmatige daders (ISD). Deze drie bestemmingen kunnen binnen een en dezelfde inrichting aanwezig zijn in de vorm van afdelingen. Zo zijn er hvb-afdelingen, gevangenisafdelingen en ISD-afdelingen.

#### Huizen van bewaring
Huizen van bewaring zijn bedoeld voor:
a. personen ten aanzien van wie een bevel tot voorlopige hechtenis is gegeven en die in afwachting zijn van berechting in eerste aanleg;
b. personen ten aanzien van wie een bevel tot voorlopige hechtenis is gegeven en aan wie de maatregel van terbeschikkingstelling met bevel tot verpleging is opgelegd, maar die niet tevens tot een vrijheidsstraf zijn veroordeeld, dan wel aan wie de maatregel tot plaatsing in een inrichting voor stelselmatige daders is opgelegd, voor zolang het opleggen van die maatregel niet onherroepelijk is;
c. personen ten aanzien van wie de tenuitvoerlegging van een vrijheidsstraf plaatsvindt en die in afwachting zijn van plaatsing in een gevangenis of deelname aan een penitentiair programma;
d. personen in vreemdelingenbewaring;
e. gegijzelden;
f. ter beschikking gestelden ten aanzien van wie een bevel tot verpleging van overheidswege als bedoeld in de artikelen 37b of 38c van het Wetboek van Strafrecht is gegeven voor zolang opname in de voor hen bestemde plaats niet mogelijk is;
g. personen ten aanzien van wie lijfsdwang als bedoeld in artikel 577c van het Wetboek van Strafvordering is bevolen;
h. personen aan wie de maatregel is opgelegd tot plaatsing in een inrichting voor stelselmatige daders als bedoeld in artikel 38m van het Wetboek van Strafrecht indien opname in de voor hen bestemde plaats niet mogelijk is;
i. alle anderen aan wie krachtens rechterlijke uitspraak of beschikking of door het openbaar gezag rechtens hun vrijheid is ontnomen, voor zover geen andere plaats voor hen is bestemd of voor zolang opname in de voor hen bestemde plaats niet mogelijk is.

#### Gevangenissen
Gevangenissen zijn bedoeld voor personen die, al dan niet onherroepelijk, zijn veroordeeld tot een vrijheidsstraf. Indien een persoon is veroordeeld tot een gevangenisstraf en terbeschikkingstelling (tbs) met dwangverpleging, kan deze persoon na afloop van de gevangenisstraf in de gevangenis verblijven tot de overplaatsing naar een forensisch psychiatrisch centrum (tbs-kliniek). In bijzondere gevallen kan de gijzeling in het kader van Wet Mulder ook ten uitvoer worden gelegd in een gevangenis. Hetzelfde geldt voor de lijfsdwang in het kader van de ontneming wederrechtelijk verkregen voordeel (plukze-wetgeving).

#### Inrichtingen stelselmatige daders
Inrichtingen voor stelselmatige daders, in de praktijk ISD-afdelingen, zijn bedoeld voor personen die onherroepelijk zijn veroordeeld tot de ISD-maatregel. Een aantal inrichtingen in Nederland hebben ISD-afdelingen waar deze personen worden ondergebracht.

### Beveiligingsniveaus
Inrichtingen of afdelingen in het gevangeniswezen zijn verder te onderscheiden in mate van beveiliging.

#### Extra beveiligde inrichting
Een extra beveiligde inrichting is het zwaarste beveiligingsniveau dat een inrichting kan hebben. In een extra beveiligde inrichting kunnen gedetineerden worden geplaatst die:
a. een extreem vluchtrisico vormen en een onaanvaardbaar maatschappelijk risico vormen in termen van recidivegevaar voor ernstige geweldsdelicten, of
b. bij ontvluchting een onaanvaardbaar maatschappelijk risico vormen, waarbij het vluchtrisico als zodanig hieraan ondergeschikt is;
c. een onaanvaardbaar maatschappelijk risico vormen in termen van aanwijzingen van voortgezet crimineel handelen.
Dit laatste criterium is recentelijk (27 oktober 2018) in werking getreden. Het gaat dan om gedetineerden die hun criminele praktijk vanuit de gevangenis voortzetten.
Dit beveiligingsniveau is alleen te vinden in unit 5 van PI Vught, de Extra Beveiligde Inrichting (EBI). De EBI is bestemd als huis van bewaring én gevangenis zodat beide categorieën hier geplaatst kunnen worden.

#### Uitgebreid beveiligde inrichting
Een uitgebreid beveiligde inrichting is te vinden binnen PI Rotterdam, locatie De Schie en PI Vught. In een UBI zijn een Terroristen Afdeling (TA) en een afdeling voor Beheers Problematische Gedetineerden (BPG) te vinden. Deze afdelingen zijn bestemd als een huis van bewaring en gevangenis.

#### Normaal beveiligde inrichting
Een normaal beveiligde inrichting is het meest gebruikelijk en is het 'standaard' beveiligingsniveau.

#### Beperkt beveiligde inrichting
Een beperkt beveiligde inrichting is een gevangenis waar eenmaal per vier weken een weekendverlof wordt toegekend aan gedetineerden. Het wordt ook wel 'half open kamp' genoemd. De gedetineerden vertrekken vrijdag aan het einde van de dag en komen zondag aan het einde van de middag weer terug. Gedetineerden kunnen maximaal 18 maanden voor de einddatum van hun detentie in een beperkt beveiligde inrichting worden geplaatst indien zij voldoen aan alle criteria. PI Lelystad en PI Heerhugowaard hebben een beperkt beveiligde inrichting voor mannelijke gedetineerden. PI Ter Peel en PI Nieuwersluis voor vrouwelijke gedetineerden.

#### Zeer beperkt beveiligde inrichting
Een zeer beperkt beveiligde inrichting is een gevangenis waar gedetineerden elke dag buiten de inrichting werken en elk weekend op verlof gaan. Het wordt ook wel 'open kamp' genoemd. De gedetineerden vertrekken vrijdag aan het einde van de dag en komen zondag aan het einde van de middag weer terug. Gedetineerden kunnen in beginsel maximaal zes maanden voor de einddatum van hun detentie worden geplaatst in een zeer beperkt beveiligde inrichting indien zij voldoen aan alle criteria. Indien de plaatsing in een zeer beperkt beveiligde inrichting wordt gecombineerd met een penitentiair programma, is het mogelijk dat de gedetineerde maximaal 18 maanden voor de einddatum al overgeplaatst kan worden. Dit noemt men een stapeltraject (ZBBI-PP). De volgende inrichtingen hebben een zeer beperkt beveiligde inrichting: PI Heerhugowaard, PI Middelburg, PI Rotterdam, locatie Hoogvliet, PI Almelo, PI Veenhuizen, PI Dordrecht en PI Roermond voor mannelijke gedetineerden. PI Ter Peel en PI Nieuwersluis voor vrouwelijke gedetineerden.

### Regimes
Tot slot bestaan er binnen het gevangeniswezen de volgende regimes.
- Beperkte gemeenschap
- Extra beveiligd regime van beperkte gemeenschap
- Algehele gemeenschap
- Individueel regime

### Bijzondere opvang
Binnen de bestemmingen, beveiligingsniveaus en regimes zijn er ook nog afdelingen voor bijzondere opvang:
- Pieter Baan Centrum (PBC)
- Penitentiair Psychiatrisch Centrum (PPC)
- Terroristen Afdeling (TA)
- Beheers Problematische Gedetineerden (BPG)
- Justitieel Medisch Centrum (JMC)
- Vreemdelingen in de strafrechtketen (VRIS)
- Moeders met kinderen

## Ontvluchtingen
In 1984 werd een piek bereikt van 118 ontvluchtingen.

### Per helikopter
In de jaren 90 waren er drie ontvluchtingen per helikopter:
- In 1993, uit het huis van bewaring in Grave. Een gedetineerde Udenaar ontvluchtte met hulp van zijn zwager, die de helikopter vloog.
- In 1992, uit het huis van bewaring in Zwaag. Een handlanger dwong de helikopterpiloot onder bedreiging van een pistool naar de gevangenis te vliegen.
- In 1991, uit gevangenis de Marwei in Leeuwarden, met een gestolen helikopter.

Daarnaast zijn er mislukte pogingen geweest.
- In 1997, probeerde een ex-gedetineerde met een gestolen helikopter een gevangene te bevrijden uit PI de Geerhorst in Sittard, echter boven de luchtplaats van de gevangenis raakte de helikopter een van de lichtmasten die op de binnenplaats stond. Het toestel stortte neer, vloog in brand en ontplofte. De piloot kwam in de vlammenzee om het leven.